# Beavis and Butt-head
Beavis and Butt-head is een Amerikaanse tekenfilmreeks (short) geproduceerd door MTV en oorspronkelijk uitgezonden tussen 1993 en 1997. De reeks werd bedacht door Mike Judge, die ook bijna alle stemmen inspreekt.
Het programma draait rond twee oerdomme tieners en hun dagelijkse beslommeringen. De serie was een van de eerste exclusief voor volwassenen bestemde animatieseries op televisie. Het is deels een komisch-satirisch programma, deels een muziekprogramma, waarin zowel het leven van de gemiddelde puber, de middelbare school en videoclips worden bespot.

## Concept
De serie gaat over twee pubers die voortdurend om alles zitten te grinniken, vooral schuine moppen en videoclips. Beavis is een blonde jongen met Metallica-shirt, een Pompadour-kapsel, die de hele tijd hyperactief doet (vooral als hij verandert in zijn alter ego, the Great Cornholio) en Butt-Head is een jongen met bruin haar, AC/DC-shirt en een beugel. Hun ouders lijken afwezig te zijn. Ze vullen hun dagen vooral met luieren, televisie kijken, hun seksuele frustraties uiten en elkaar uitschelden. Ze gaan naar school, hebben soms een bijbaantje, maar zijn compleet incompetent en halen steeds ongein uit. Vaak zitten ze ook thuis naar televisie te kijken (gewoonlijk videoclips). Het is zelfs voorgekomen dat na vernietigende commentaren bands geen plaat meer verkochten (bijvoorbeeld Grim Reaper en Winger). Ook knappen ze op geheel eigen wijze werkjes op in de buurt waarin vooral buurman Tom Anderson het moet verduren. Soms brengen ze de avond door in de lokale winkel tot ze weggestuurd worden omdat ze iedereen lastigvallen, vooral meisjes die ze onhandig proberen te versieren. Hun versierpogingen leiden nooit tot succes.
Er zijn slechts een handjevol nevenpersonages: Anderson, de buurman en oorlogsveteraan, McVicker, de depressieve schooldirecteur, hippieleraar Van Driessen, de doodbrave Stewart die steeds gepest wordt, de crimineel Todd en het altijd sarcastische hoogbegaafde tienermeisje Daria, het enige personage dat Beavis en Butt-head hetzelfde ziet als het publiek, twee volslagen idioten. Dit laatste personage heeft ook haar eigen spin-off, die simpelweg Daria heet.

## Nevenprojecten
In 1993 maakte de zangeres Cher een heruitgave van I got you babe samen met het duo.
In 1996 werd de serie ook verfilmd als langspeelanimatiefilm: Beavis and Butt-head Do America (1996).

## Nieuwe reeks
Op 3 februari 2011 is bekend geworden dat er nieuwe afleveringen uitgezonden zullen worden op MTV vanaf de zomer. De nieuwe afleveringen sluiten qua stijl aan bij de oude afleveringen.